# Ferdinand Bol

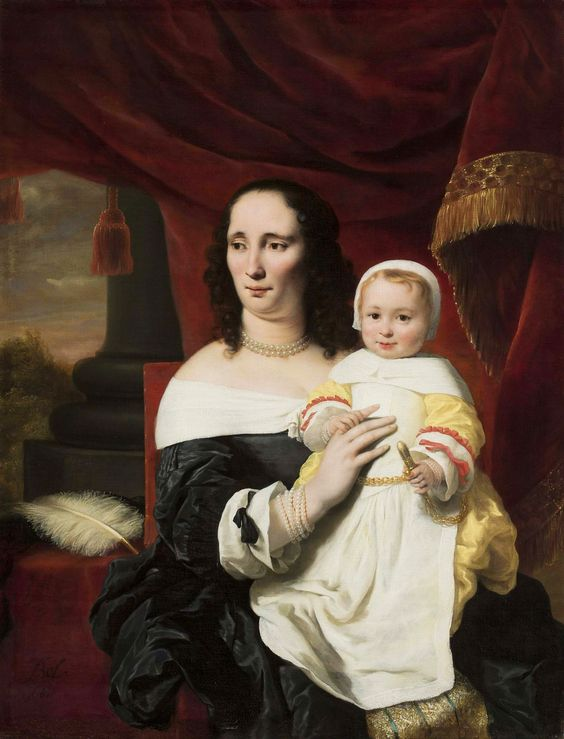
Ferdinand Bol, Portret Johany de Geer-Trip z córką, 1661 Muzeum Narodowe w Warszawie

Ferdinand Bol (ur. przed 24 czerwca 1616 w Dordrechcie, zm. przed 24 lipca 1680 w Amsterdamie) – holenderski malarz, rysownik i grafik epoki baroku, naśladowca Rembrandta.

## Życie
Prawdopodobnie urodził się w 1610. Malarstwa uczył się prawdopodobnie u Jacoba Cuypa W latach 1634–42 pracował w warsztacie Rembrandta w Amsterdamie. W 1652 otrzymał obywatelstwo Amsterdamu. W 1653 ożenił się z Lisbeth Dell, z którą miał dwóch synów. W 1669 jako wdowiec poślubił Annę van Erckel, pochodzącą z zamożnej rodziny patrycjuszowskiej.
Malował obrazy o tematyce historycznej i religijnej, pejzaże oraz liczne portrety, także grupowe. Jego najlepsze dzieła pochodzą z lat 1650-1669. Przez dłuższy czas naśladował manierę Rembrandta, w późniejszym okresie twórczości uległ wpływom barokowego malarstwa flamandzkiego.
Jego uczniami byli Sir Godfrey Kneller (1646-1723) i Cornelis Bisschop (1634-1674).

## Wybrane dzieła
- Anioł ukazujący się Hagar na pustyni (ok. 1650) - Gdańsk, Muzeum Narodowe - Oddział Sztuki Dawnej
- Astronom (1662) – Londyn, National Gallery,
- Autoportret (ok. 1667) – Amsterdam, Rijksmuseum,
- Eneasz (ok. 1661-63) – Amsterdam, Rijksmuseum,
- Mężczyzna w złotym hełmie (Mars) (ok. 1655-60) – Warszawa, Muzeum Narodowe,
- Portret Johany de Geer-Trip z córką Cecylią (1661) – Warszawa, Muzeum Narodowe,
- Portret mężczyzny (1652) – Lipsk, Muzeum Sztuk Pięknych,
- Portret starej kobiety (1642) – Berlin, Gemäldegalerie,
- Portret starej kobiety (ok. 1640-42) – Warszawa, Muzeum Narodowe,
- Przełożone domu trędowatych (1668) – Amsterdam, Rijksmuseum,
- Roelof Meulenaer (1650) – Amsterdam, Rijksmuseum,
- Sen Jakuba (1644), – Drezno, Galeria Obrazów Starych Mistrzów,
- Wenus i Adonis (ok. 1657) – Amsterdam, Rijksmuseum,
- Wenus i Amor – Berlin, Gemäldegalerie.